# Autostrada M9 (Wielka Brytania)
Autostrada M9 – autostrada w Szkocji relacji północ-południe. Z Edynburga do Dunblane koło Stirling. Droga długości około 53 km.